# Siebe Ledegen
Siebe Ledegen (Aalst, 6 gennaio 2003) è un cestista belga.

## Carriera

### Nazionale
Nel 2022 ha partecipato, con la nazionale Under-20 belga, agli Europei di categoria.